# Копа (единица счёта)

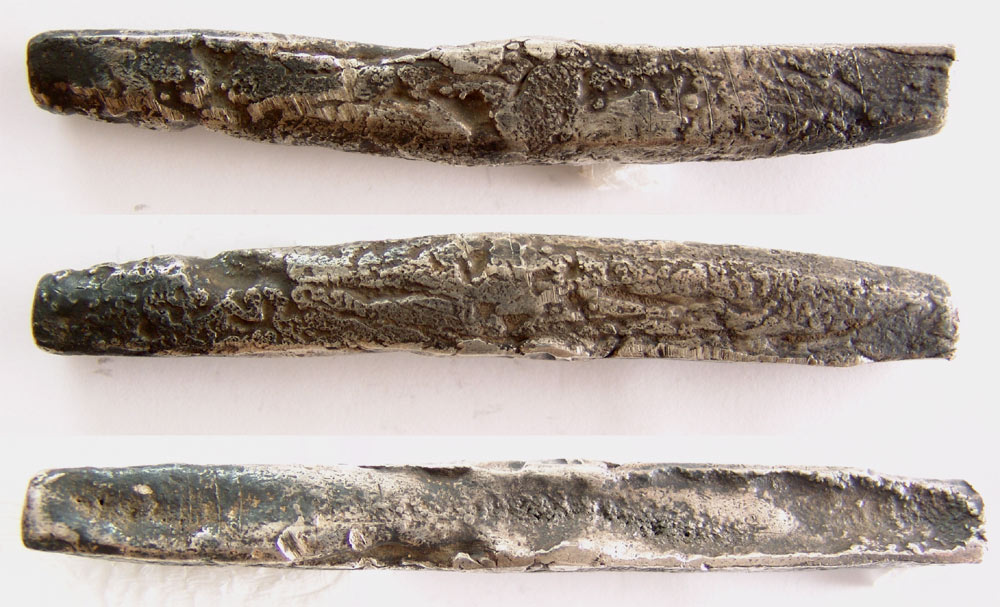
Новгородская гривна с селища в районе Копорья

Копа́ (бел. капа́, укр. копа́, пол. kopa, лат. sexagena — 60) — единица счёта, равная 60 штукам чего-либо. Понятие чешского происхождения (чеш. kopa — куча). Вместе с распространением по Восточной Европе чешской монеты — пражского гроша — закрепилось как название для 60 единиц чего-либо, так как 60 пражских грошей приравнивались к 1 пражской гривне серебра 775 пробы (253,17 г). Особенно широко это понятие распространилось в Великом княжестве Литовском, а позднее — и в Польше. Также употреблялось понятие «полкопы», означавшее 30 единиц. Так как пражский грош был очень популярной монетой в Европе, пражская гривна стала международной денежной и весовой единицей счёта.
Сначала копа была только денежно-весовой числовой единицей, тождественной рублю, а полкопы — полтине, так как по содержанию серебра 1 пражская гривна была близка к новгородской гривне и татарскому сому, которые в то время были распространённой учётной единицей на Руси.
В связи с постепенным уменьшением с конца первой половины XIV века содержания серебра в пражских грошах шло и постепенное увеличение их количества в одном рубле. В конце XIV века в рубле насчитывалось 96 грошей, а в 1432 году — 100 грошей. В это время окончательно сложилось цифровое содержание учётного рубля — 100 грошей. Цифровое содержание копы долгое время оставалось неизменным — 60 грошей. В XVI веке копа равнялась 60 литовским, 75 польским грошам или 2 талерам (полукопекам). Потому, вероятно, копа и стала универсальной числовой единицей, использовавшейся вплоть до XIX века.
Кроме денег копами считали совершенно различные вещи, например, «копа снопов» — 60 снопов. В связи с чем, указанная счетная единица («копа снопов») использовалась вплоть до середины XX в., в частности, на Украине, где также существовала дробная единица полу́кіпок (півко́пи, 30 снопов).